# Guarnieri (cognome)
Guarnieri è un cognome di lingua italiana.

## Varianti
Garneri, Garnero, Guarmera, Guarnaschelli, Guarnera, Guarneri, Guarnerio, Guarnier, Guarniero, Valguarnera, Varnerin, Varnerini, Varnier, Varnieri, Verneri, Vernieri.

## Origine e diffusione
Cognome tipicamente panitaliano, è presente prevalentemente al Centro-Nord.
Potrebbe derivare dal prenome Guarniero. Alcune varianti potrebbero essere incrociabili col cognome Neri.
Le varianti Guarnier e Varnier sono venete; Guarnaschelli è settentrionale; Garneri è piemontese; Vernieri è campano.

## Persone
- Andrea Guarneri – liutaio italiano
- Anna Maria Guarnieri – attrice teatrale italiana
- Antonio Guarnieri – direttore d'orchestra italiano